# Celsiella
Genre
Celsiella est un genre d'amphibiens de la famille des Centrolenidae.

## Répartition
Les deux espèces de ce genre sont endémiques du Venezuela.

## Liste d'espèces
Selon Amphibian Species of the World (22 mai 2013) :
- Celsiella revocata (Rivero, 1985)
- Celsiella vozmedianoi (Ayarzagüena & Señaris, 1997)

## Étymologie
Le nom de ce genre est formé à partir de Celsi, en l'honneur de Josefa Celsa Señaris, et du suffixe diminutif -ella.

## Publication originale
- Guayasamin, Castroviejo-Fisher, Trueb, Ayarzagüena, Rada & Vilà, 2009 : Phylogenetic systematics of Glassfrogs (Amphibia: Centrolenidae) and their sister taxon Allophryne ruthveni. Zootaxa, no 2100, p. 1–97 (texte intégral).